# Méry (Savoie)
Pour les articles homonymes, voir Méry.
Méry est une commune française située dans le département de la Savoie, en région Auvergne-Rhône-Alpes.

## Géographie
La commune de Méry se situe dans le département de la Savoie entre les deux plus importantes communes du département que sont Chambéry et Aix-les-Bains (environ 9 km au nord de Chambéry et 5 km au sud d'Aix-les-Bains). La commune s'étend sur 9,07 km2 et son chef-lieu s'élargit vers le nord-est à 360 m d'altitude, en contrebas du versant ouest du massif des Bauges correspondant au pied du mont Revard au nord et des balcons de Pragondran situés sous le Nivolet au sud.
À l'ouest, le territoire communal s'étend le long du Tillet canalisé. Vers l'est, la vallée est large de 1,5 km et à son extrémité se trouve la pente escarpée et boisée (Bois du Fournet) du Mont Revard. Cette pente escarpée est surmontée d'une paroi saillante dont l'arête supérieure forme la frontière est du territoire communal, correspondant par ailleurs à l'altitude maximale de Méry, qui est de 1 000 m.
Sur les 907 hectares de la commune, 297 ha sont situés en Zone Agricole Protégée et 320 ha en Zone Agricole. Une zone d’activité ouverte en 1990, Savoie Hexapole, s’étend pour sa part aujourd’hui sur 30 ha.
La commune possède, par ailleurs, deux hameaux :
- Les Jacquiers (285 m d'altitude) dans la plaine de vallée du Tillet ;
- Fournet (310 m d'altitude) au pied du mont Revard.

Méry fait également partie de la communauté d'agglomération du Lac du Bourget (Grand Lac) qui comprend 17 communes proches du lac du Bourget et de Métropole Savoie.

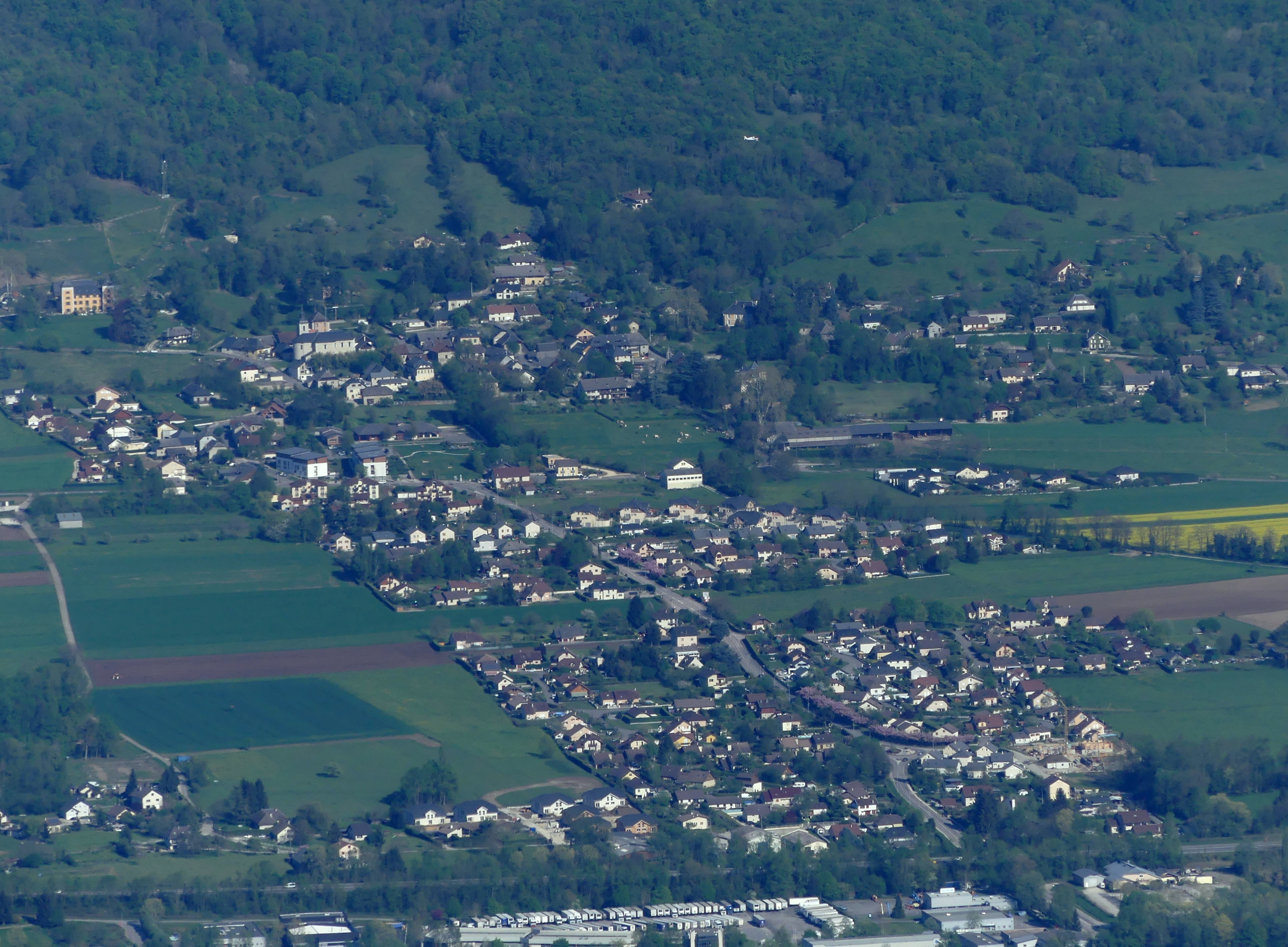
Vue de Méry depuis le Mont du Chat.

### Communes limitrophes
Les communes limitrophes de Méry sont Drumettaz-Clarafond au nord et nord-est Verel-Pragondran à l'est, Sonnaz au sud et à l'ouest, et Viviers-du-Lac au nord-ouest.
| Viviers-du-Lac | Drumettaz-Clarafond | Drumettaz-Clarafond |
| Sonnaz         | Méry                | Verel-Pragondran    |
| Sonnaz         | Sonnaz              | Verel-Pragondran    |

### Climat
Pour des articles plus généraux, voir Climat d'Auvergne-Rhône-Alpes et Climat de la Savoie.
En 2010, le climat de la commune est de type climat des marges montargnardes, selon une étude du Centre national de la recherche scientifique s'appuyant sur une série de données couvrant la période 1971-2000. En 2020, Météo-France publie une typologie des climats de la France métropolitaine dans laquelle la commune est exposée à un climat de montagne ou de marges de montagne et est dans la région climatique Alpes du nord, caractérisée par une pluviométrie annuelle de 1 200 à 1 500 mm, irrégulièrement répartie en été.
Pour la période 1971-2000, la température annuelle moyenne est de 11 °C, avec une amplitude thermique annuelle de 19,3 °C. Le cumul annuel moyen de précipitations est de 1 381 mm, avec 10,4 jours de précipitations en janvier et 8,4 jours en juillet. Pour la période 1991-2020, la température moyenne annuelle observée sur la station météorologique de Météo-France la plus proche, « Chambéry-Aix », sur la commune de Voglans à 3 km à vol d'oiseau, est de 11,9 °C et le cumul annuel moyen de précipitations est de 1 203,9 mm,. Pour l'avenir, les paramètres climatiques de la commune estimés pour 2050 selon différents scénarios d'émission de gaz à effet de serre sont consultables sur un site dédié publié par Météo-France en novembre 2022.
| Mois                                  | jan.           | fév.           | mars           | avril           | mai             | juin           | jui.           | août          | sep.          | oct.            | nov.            | déc.             | année     |
| ------------------------------------- | -------------- | -------------- | -------------- | --------------- | --------------- | -------------- | -------------- | ------------- | ------------- | --------------- | --------------- | ---------------- | --------- |
| Température minimale moyenne (°C)     | −0,7           | −0,4           | 2,5            | 5,6             | 10              | 13,5           | 15             | 14,6          | 11,3          | 7,7             | 3,1             | 0                | 6,8       |
| Température moyenne (°C)              | 2,9            | 4,1            | 8              | 11,4            | 15,6            | 19,4           | 21,4           | 20,9          | 16,8          | 12,3            | 6,9             | 3,4              | 11,9      |
| Température maximale moyenne (°C)     | 6,4            | 8,5            | 13,4           | 17,3            | 21,3            | 25,3           | 27,8           | 27,1          | 22,3          | 17              | 10,6            | 6,9              | 17        |
| Record de froid (°C) date du record   | −19 07.01.1985 | −14,4 05.02.12 | −10,3 02.03.05 | −4,6 13.04.1986 | −1,4 06.05.1979 | 2,8 05.06.1975 | 5,4 08.07.1978 | 5 31.08.1986  | 1 30.09.1995  | −4,3 31.10.1997 | −10,8 27.11.05  | −13,5 30.12.1976 | −19 1985  |
| Record de chaleur (°C) date du record | 17,9 02.01.03  | 20,7 23.02.17  | 25,1 26.03.06  | 29,5 28.04.12   | 32,7 25.05.09   | 36,7 19.06.22  | 38,8 07.07.15  | 40,5 24.08.23 | 32,1 10.09.23 | 29 02.10.1985   | 23,3 06.11.1997 | 22,7 18.12.1989  | 40,5 2023 |
| Ensoleillement (h)                    | 766            | 1 018          | 1 578          | 1 762           | 2 023           | 2 363          | 2 616          | 2 371         | 1 807         | 1 238           | 745             | 663              | 18 949    |
| Précipitations (mm)                   | 102,6          | 79,1           | 93,1           | 87,9            | 101             | 94,5           | 91,7           | 97,6          | 104,3         | 113,3           | 114,6           | 124,2            | 1 203,9   |

### Voies de communication et transports

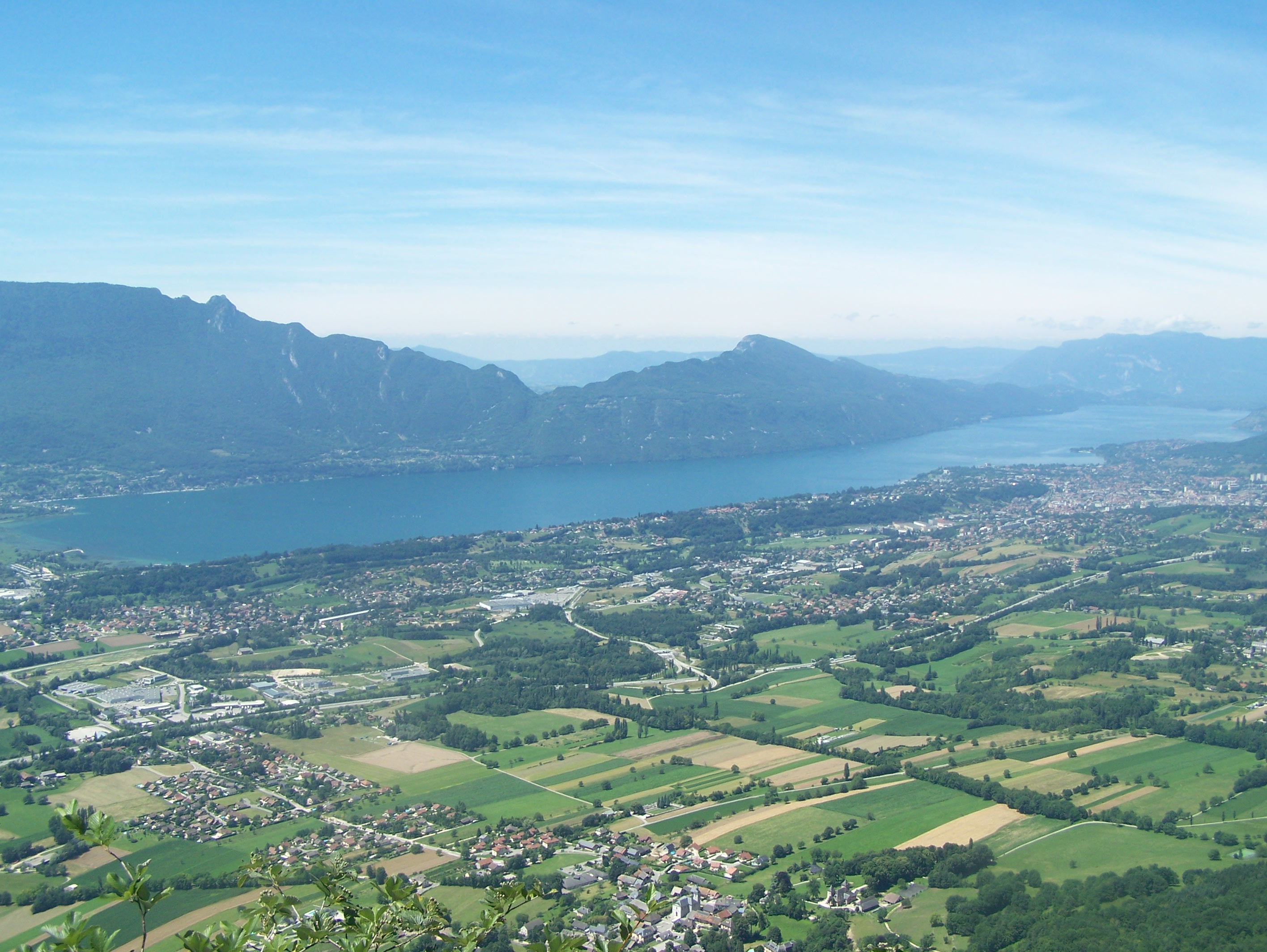
Le chef-lieu de Méry visible en bas à gauche, avec l'autoroute A41 venant d'Aix-les-Bains (à droite) reliée par la RD 51.

#### Voies routières
La commune de Méry n'accueille sur son territoire qu'un seul axe routier majeur qu'est l'autoroute A41. Il s'agit de la portion nord reliant Chambéry à Annecy, non loin par ailleurs de la jonction avec l'A43 pour Lyon l'Italie, située à moins de 4 km à la Motte-Servolex. Arrivant de Sonnaz, elle traverse la commune par l’ouest sur environ 2 km avant d'entrer à Drumettaz-Clarafond. C'est au niveau de cette limite que se situe, sur la commune de Drumettaz, la sortie 13 « Aix-les-Bains Sud » permettant, entre-autres, de rejoindre Méry.
Aucune route nationale ne traverse la commune. L'axe principal traversant le chef-lieu et le hameau de Fournet à l'est de la commune est la route départementale 211 provenant des Hauts-de-Chambéry et rejoignant la route départementale 913 au chef-lieu de Drumettaz-Clarafond. Les deux autres routes départementales moyennes de la commune sont la RD 51 rejoignant le chef-lieu par Viviers-du-Lac à l'ouest et desservant Savoie Hexapole, et la RD 16 qui rejoint le chef-lieu en arrivant de Sonnaz en desservant le hameau des Jacquiers.

#### Transport ferroviaire
Le territoire communal de Méry n'est traversé par aucune ligne de chemin de fer. La ligne la plus proche est la ligne de Culoz à Modane aussi appelée « ligne de la Maurienne » et située à environ 3 km à l'ouest sur la commune de Viviers-du-Lac. Géographiquement, la gare la plus proche de Méry est la gare de Viviers-du-Lac, une gare toutefois peu fréquentée quotidiennement et uniquement desservie par les TER Rhône-Alpes. Aussi les deux grandes gares les plus proches, desservies notamment par TGV, sont celles d'Aix-les-Bains-Le Revard et de Chambéry-Challes-les-Eaux, situées toutes deux à moins 10 kilomètres au nord et au sud de la commune.

#### Transports en commun
La commune est desservie par :
- la ligne 13 des bus de l'agglomération Aixoise (ONDEA) ;

## Urbanisme

### Typologie
Au 1er janvier 2024, Méry est catégorisée ceinture urbaine, selon la nouvelle grille communale de densité à sept niveaux définie par l'Insee en 2022.
Elle appartient à l'unité urbaine de Chambéry, une agglomération intra-départementale regroupant 35  communes, dont elle est une commune de la banlieue,,. Par ailleurs la commune fait partie de l'aire d'attraction de Chambéry, dont elle est une commune de la couronne,. Cette aire, qui regroupe 115 communes, est catégorisée dans les aires de 200 000 à moins de 700 000 habitants,.

### Occupation des sols
L'occupation des sols de la commune, telle qu'elle ressort de la base de données européenne d’occupation biophysique des sols Corine Land Cover (CLC), est marquée par l'importance des territoires agricoles (51,4 % en 2018), en diminution par rapport à 1990 (59,2 %). La répartition détaillée en 2018 est la suivante : 
zones agricoles hétérogènes (49,8 %), forêts (35,2 %), zones industrielles ou commerciales et réseaux de communication (7,4 %), zones urbanisées (6 %), terres arables (1,5 %).
L'IGN met par ailleurs à disposition un outil en ligne permettant de comparer l’évolution dans le temps de l’occupation des sols de la commune (ou de territoires à des échelles différentes). Plusieurs époques sont accessibles sous forme de cartes ou photos aériennes : la carte de Cassini (XVIIIe siècle), la carte d'état-major (1820-1866) et la période actuelle (1950 à aujourd'hui).

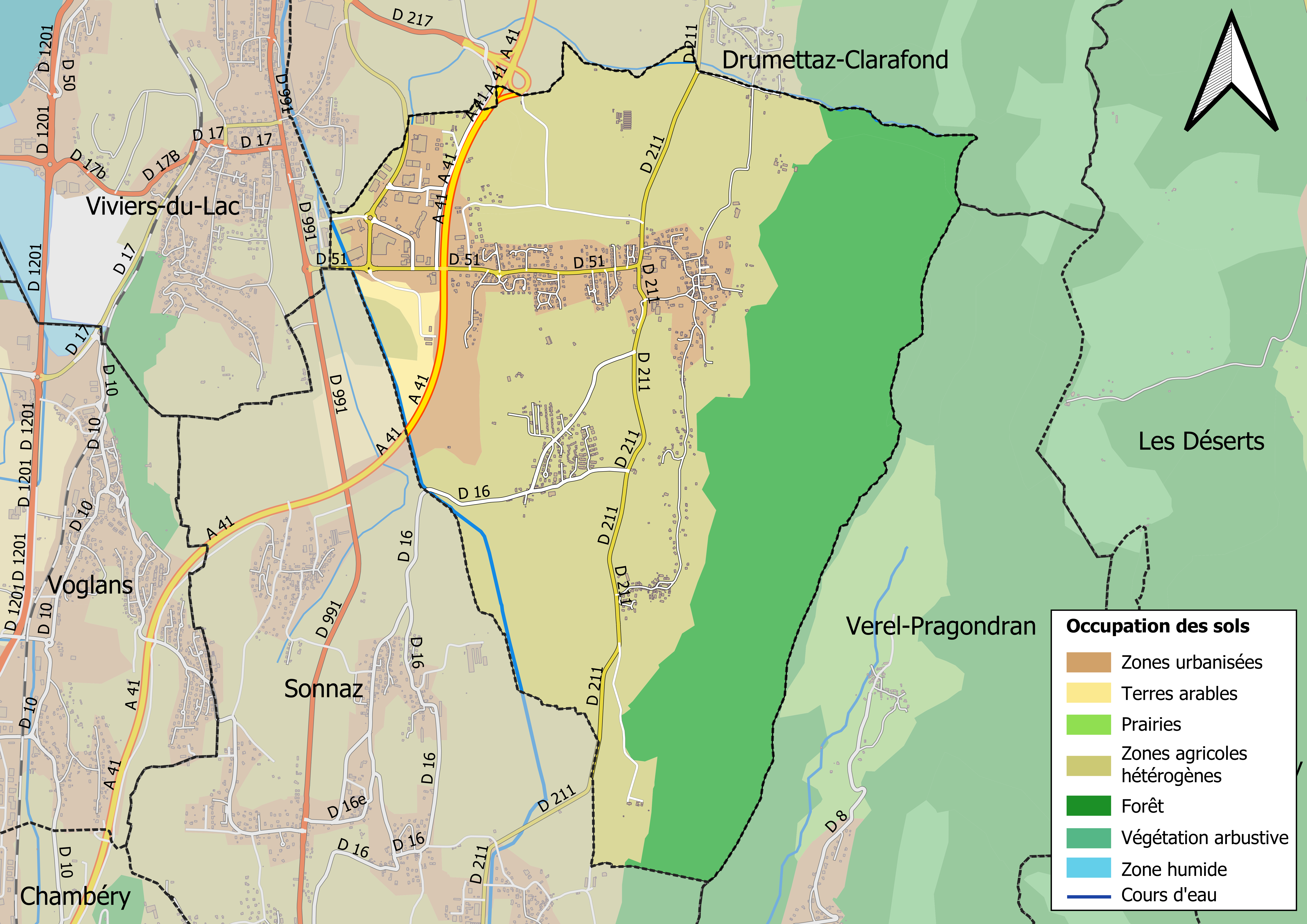
Carte des infrastructures et de l'occupation des sols en 2018 (CLC) de la commune.
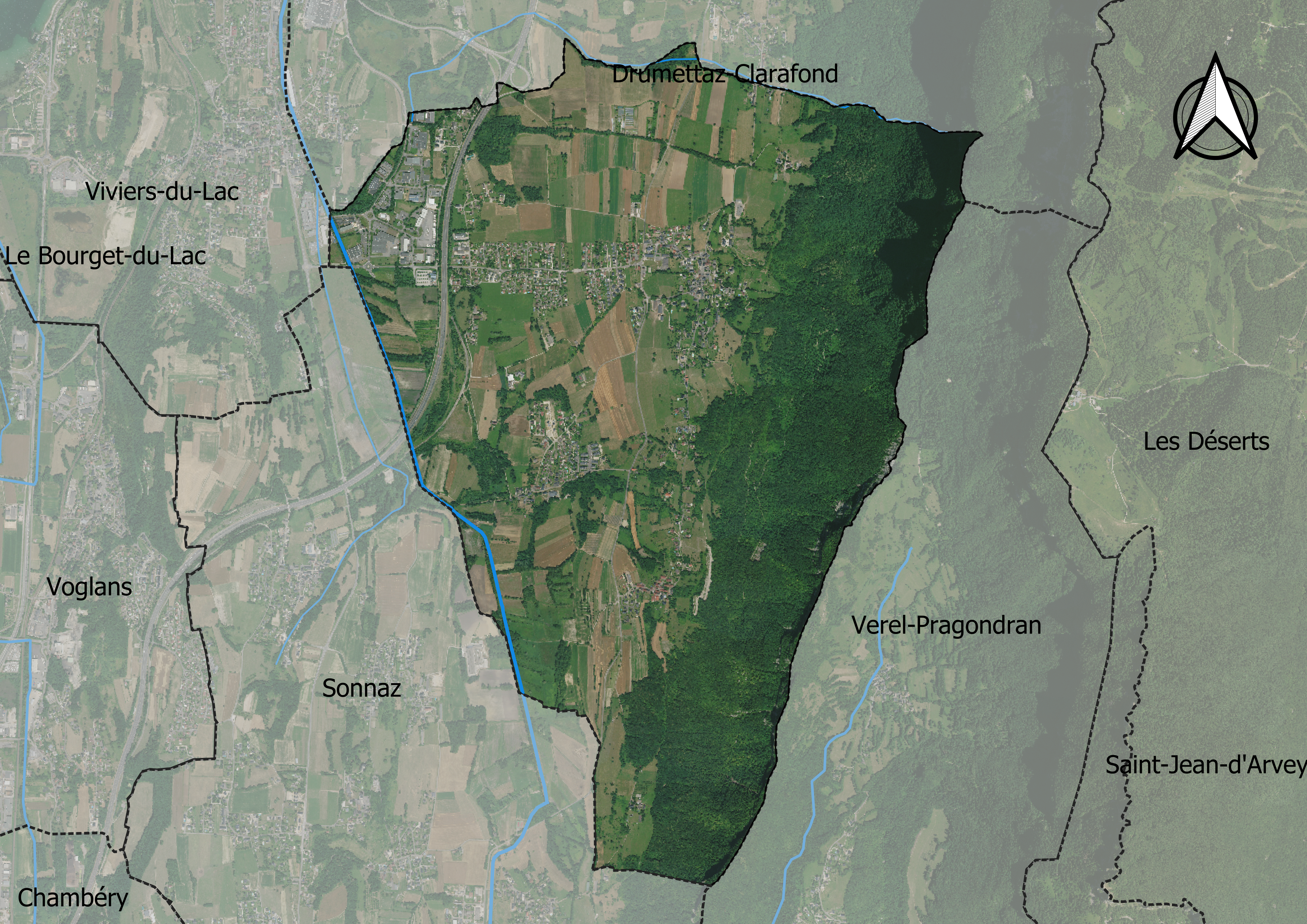
Carte orthophotogrammétrique de la commune.

## Toponymie
Le toponyme de Méry dérive du nom d'un domaine gallo-romain, Mariacus, appartenant probablement du nom de Marius, selon l'abbé Gros,.
Elle apparait dans un document du XIe siècle sous la forme Mairiacum,. Au siècle suivant, on trouve les formes Maireu et Mairceio, puis Mayrey (XIIIe siècle), Mayriaco (XIVe siècle) et Meyriacy (XVe siècle). La forme moderne apparaît en 1635.
En francoprovençal, le nom de la commune s'écrit Mayri, selon la graphie de Conflans.

## Histoire
Pour un article plus général, voir Histoire de la Savoie.
La première mention de la paroisse se fait sous la forme Mairiacum, dans un document du XIe siècle,. Elle est située sur la voie romaine secondaire qui va de Lemenc à Genève. Cette villa fait partie de la donation de 867 faite par Lothaire II à son épouse Teutberge, répudiée.
En 1232, Thomas de Savoie donna Méry à l’abbaye de Hautecombe avec hommes, dépendances et terres.
Après le rattachement de la Savoie à la France, en 1860, Méry qui comptait 845 habitants connut un départ massif de sa population jeune vers l’Argentine, émigration accentuée par la vague de phylloxéra qui détruisit les vignes.
En 1889, 300 Mérolains s’étaient fixés en Argentine et l’émigration se poursuivit jusqu’en 1910 ou Méry ne comptait plus que 481 habitants.
La commune dispose d’un patrimoine bâti remarquable, composé de petits châteaux, d’anciennes maisons fortes et de quelques maisons de maître.
Les propriétés sont protégées par de hauts murs d’enceinte et de nombreux sanctuaires et croix jalonnent les chemins.
L’église Saint Jean-Baptiste a été reconstruite en 1852.

## Politique et administration

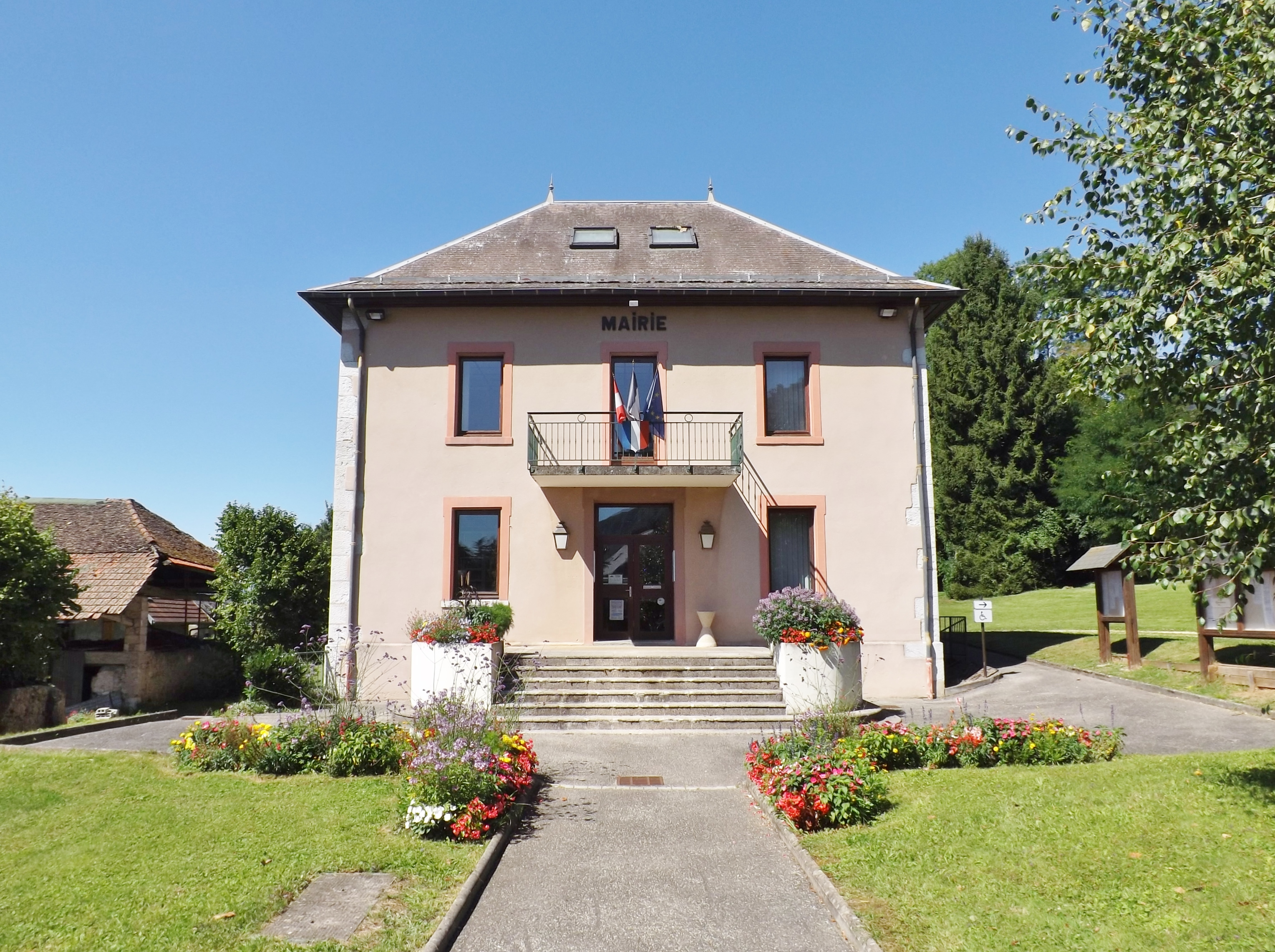
Mairie de Méry.

### Liste des maires
| Période                                  | Période   | Identité               | Étiquette | Qualité |
| ---------------------------------------- | --------- | ---------------------- | --------- | ------- |
| mars 2001                                | mars 2008 | Josette Eckenschwiller | ...       | ...     |
| mars 2008                                | mai 2020  | Eudes Bouvier          | SE        | ...     |
| mai 2020                                 | En cours  | Nathalie Fontaine      | SE        | ...     |
| Les données manquantes sont à compléter. |           |                        |           |         |

## Population et société

### Démographie
Les habitants de la commune sont appelés les Mérolains, que le site sabaudia.org écrit par erreur avec deux l (Mérollains).

#### Évolution démographique
L'évolution du nombre d'habitants est connue à travers les recensements de la population effectués dans la commune depuis 1793. Pour les communes de moins de 10 000 habitants, une enquête de recensement portant sur toute la population est réalisée tous les cinq ans, les populations de référence des années intermédiaires étant quant à elles estimées par interpolation ou extrapolation. Pour la commune, le premier recensement exhaustif entrant dans le cadre du nouveau dispositif a été réalisé en 2008.

En 2022, la commune comptait 2 143 habitants, en évolution de +25,62 % par rapport à 2016 (Savoie : +3,63 %, France hors Mayotte : +2,11 %).
| 1793 | 1800 | 1806 | 1822 | 1838 | 1848  | 1858 | 1861 | 1866 |
| ---- | ---- | ---- | ---- | ---- | ----- | ---- | ---- | ---- |
| 526  | 579  | 567  | 787  | 929  | 1 029 | 871  | 845  | 763  |

| 1872 | 1876 | 1881 | 1886 | 1891 | 1896 | 1901 | 1906 | 1911 |
| ---- | ---- | ---- | ---- | ---- | ---- | ---- | ---- | ---- |
| 725  | 700  | 661  | 607  | 588  | 586  | 557  | 555  | 481  |

| 1921 | 1926 | 1931 | 1936 | 1946 | 1954 | 1962 | 1968 | 1975 |
| ---- | ---- | ---- | ---- | ---- | ---- | ---- | ---- | ---- |
| 403  | 381  | 402  | 373  | 381  | 428  | 425  | 410  | 391  |

| 1982 | 1990 | 1999  | 2006  | 2008  | 2013  | 2018  | 2022  | - |
| ---- | ---- | ----- | ----- | ----- | ----- | ----- | ----- | - |
| 591  | 666  | 1 183 | 1 274 | 1 300 | 1 616 | 1 900 | 2 143 | - |

#### Pyramide des âges
En 2018, le taux de personnes d'un âge inférieur à 30 ans s'élève à 36,7 %, soit au-dessus de la moyenne départementale (33,6 %). À l'inverse, le taux de personnes d'âge supérieur à 60 ans est de 18,4 % la même année, alors qu'il est de 26,7 % au niveau départemental.
En 2018, la commune comptait 949 hommes pour 951 femmes, soit un taux de 50,05 % de femmes, légèrement inférieur au taux départemental (51,04 %).
Les pyramides des âges de la commune et du département s'établissent comme suit.
| Hommes | Classe d’âge | Femmes |
| ------ | ------------ | ------ |
| 0,4    | 90 ou +      | 0,1    |
| 3,4    | 75-89 ans    | 5,0    |
| 13,5   | 60-74 ans    | 14,4   |
| 22,4   | 45-59 ans    | 23,9   |
| 21,5   | 30-44 ans    | 22,0   |
| 16,9   | 15-29 ans    | 16,1   |
| 21,9   | 0-14 ans     | 18,5   |

| Hommes | Classe d’âge | Femmes |
| ------ | ------------ | ------ |
| 0,7    | 90 ou +      | 2      |
| 7,2    | 75-89 ans    | 9,9    |
| 17,1   | 60-74 ans    | 18     |
| 21,1   | 45-59 ans    | 20,4   |
| 18,9   | 30-44 ans    | 18,4   |
| 17,2   | 15-29 ans    | 15,1   |
| 17,7   | 0-14 ans     | 16,2   |

### Enseignement
La commune de Méry est rattachée à l'académie de Grenoble.

## Économie

### Revenus de la population
En 2011, le revenu fiscal médian par ménage était de 43 186 €, ce qui plaçait Méry au 1650e rang parmi les 31 886 communes de plus de 49 ménages en métropole.

### Commerce
Seuls deux commerces de proximité sont présents sur la commune :
- un bar qui fait dépôt de pain ;
- un salon de coiffure.

Un restaurant-bar-brasserie se trouve dans la zone industrielle « Savoie Hexapole » :
- Brasserie « Le Méry ».

### Zone industrielle

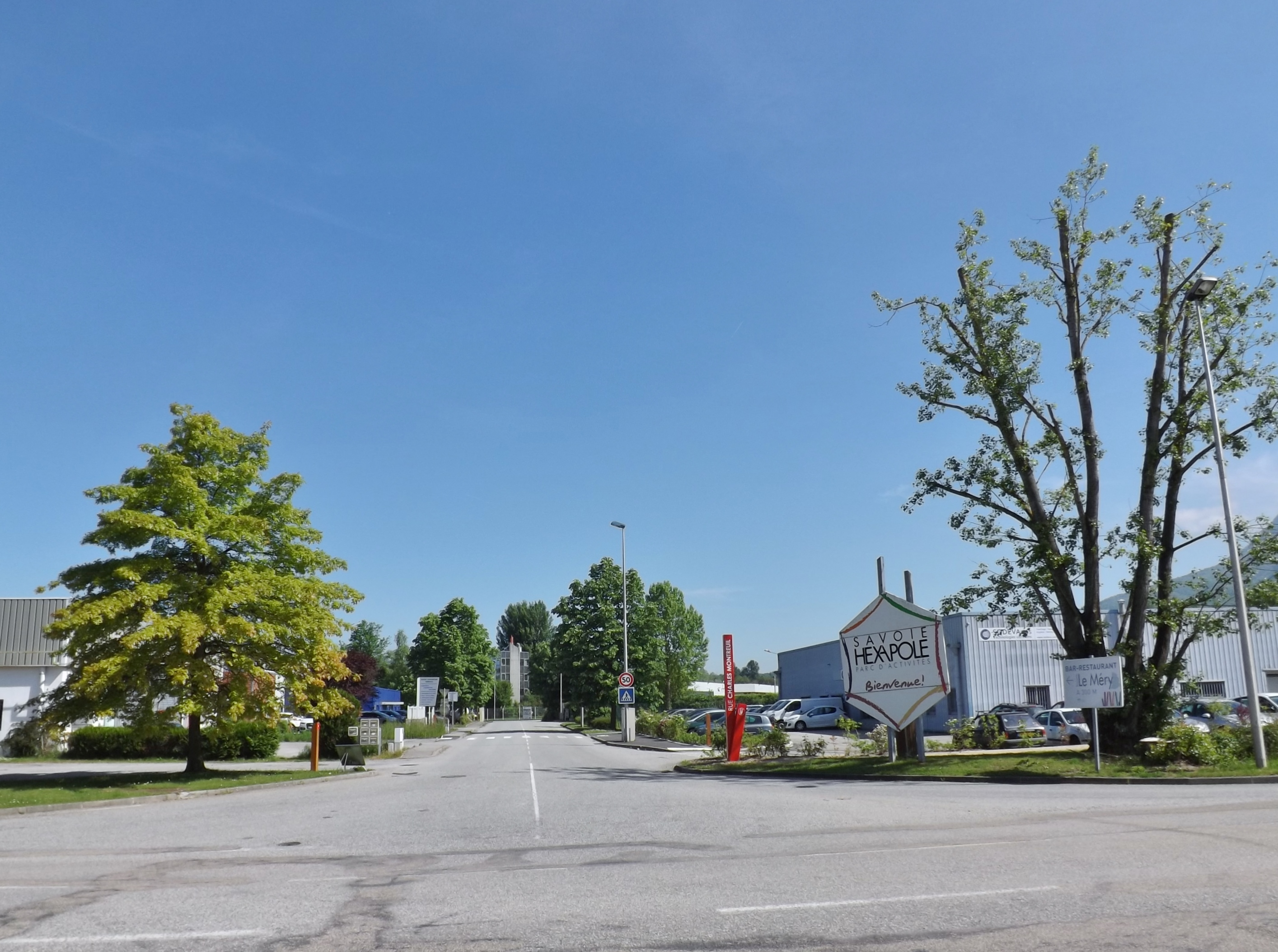
Entrée de la ZI Savoie Hexapole.

Méry possède une zone industrielle appelée « Savoie Hexapole », où se situe le siège de grandes entreprises comme Geodis BM. Plus de 1 500 personnes travaillent à Savoie Hexapole.